# Tågluffning

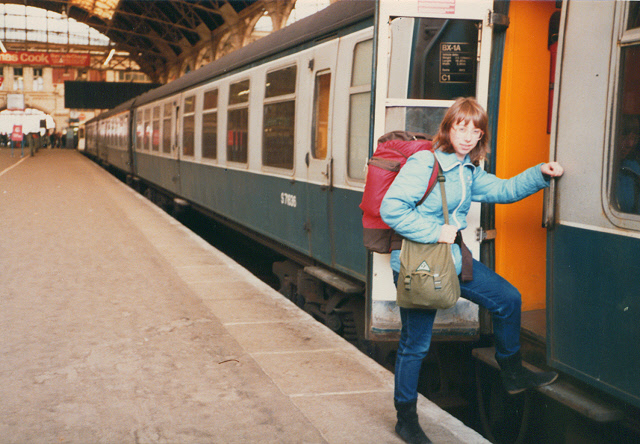
Tågluffare i Storbritannien, mars 1985.

Tågluffning är att turista med tåg som transportmedel. I första hand används beteckningen tågluffning när man inte bara åker tur och retur till ett ställe, utan lite mer varierat, samt stannar till på olika ställen och sover antingen i vagnarna eller på hotell. Det finns tågluffarkort, så kallade Interrailkort, som är giltiga under en viss tidsperiod, exempelvis fyra veckor, och gäller som andraklassbiljett (eller första klass, men de är mycket dyrare) på de flesta tåg. Interrailkortet kan användas i 28 europeiska länder, samt Turkiet.

## Historia
För att fira den internationella järnvägsunionens (UIC) 50-årsjubileum gick 1972 järnvägsbolag i 21 europeiska länder samman och enades om att sälja interrailbiljetter till ungdomar under 21 år. Aktiviteten var tänkt som en engångsföreteelse men blev genast en succé och permanentades. 1976 ändrades denna åldersgräns till 23 år, och 1979 till 26 år. 1988 tilläts alla köpa biljetten. 1985 gick ett antal rederier med på samarbetet, och det blev möjligt att åka båt med en interrailbiljett (även tidigare erbjöd många rederier rabatter mot uppvisande av interrailkort). 1994 deltog 29 av 30 länder i Europa (alla utom Bosnien och Hercegovina som gick med först 2005), och Europa delades in i zoner. Den 1 april 2007 blev åter interrailsystemet förändrat med nya priser, de tidigare zonerna avskaffades, resperioderna blev flexiblare och man kunde köpa olika biljetter för första och andra klass. Det finns nu även möjlighet att tågluffa i ett enda land.
Tågluffning hade en storhetstid i Sverige under första halvan av 1980-talet, då uppemot hundratusen Interrailkort årligen såldes i Sverige. Det sista "stora" året för tågluffning i Sverige sett till antalet "luffare" var 1991. Året därpå hade en alltmer devalverad svensk valuta, ett dyrare Interrailkort, sämre möjligheter till arbete, inbördeskrig i dåvarande Jugoslavien (som började i mitten av 1991) med mera gjort tågluffning mycket mindre attraktivt. Konkurrensen från billigare flygförbindelser har också bidragit. Många använde Interrailkortet för att ta sig till Spanien eller Grekland och tillbringade sin tid där. De flyger numera. Många mer äventyrligt sinnade "flygluffar" numera ofta utanför Europa, ofta i östra Asien, medan andra båtluffar i exempelvis Kroatien. eller "bussluffar" i Europa. Det finns också turister som "tågluffar" i östra Asien, till exempel Vietnam, Kina, Thailand, där visserligen inga sådana kort säljs, men tågbiljetterna i allmänhet ofta är billiga.

## Biljettvarianter
År 2019 inkluderade interrailbiljetten 31 länder. Det så kallade Interrail Global Pass gäller i alla länder i Europa utom Albanien, Kosovo, Nordirland och forna Sovjetunionen (inkl. de baltiska länderna där buss rekommenderas på grund av sämre tågförbindelser). Kortet gäller egentligen inte i det land man är bosatt i och köper biljetten i, men numera får man på första och sista resdagen resa även i hemlandet (utresa resp. hemresa, onbound resp. inbound).
Interrail Global Pass finns i 10 olika varianter där man kan välja på 3 resdagar inom en månad, 5 resdagar inom 1 månad, 7 resdagar inom 1 månad, 10 eller 15 resdagar inom två månader, 15 dagar i följd, 22 resdagar i följd, fria resdagar i 1, 2 och 3 månader.
Interrail One Country Pass möjliggör "tågluffning" i ett visst land. Här finns ingen möjlighet att använda kortet för utresa och hemresa i andra länder.
Eurail är namn på biljetter, avsedda för bosatta utanför Europa. De har inte någon begränsning av giltigheten i det land man köper biljetten i, eller bor. Däremot ingår inte Storbritannien i Eurail.
För nattåg gäller att man måste betala tillägg för sovplats, såvida man inte åker på sittplats. Platsreservering har också avgift. Höghastighetståg kräver i flera länder ganska stora tillägg. Vissa, till exempel franska TGV, har endast ett visst antal platser reserverade för tågluffare. När de är slut, får man betala fullt pris.